# ووكر ديفيد ميلر
ووكر ديفيد ميلر (بالإنجليزية: Walker David Miller)‏ هو قاضي ومحامي أمريكي، ولد في 31 مارس 1939 في دنفر في الولايات المتحدة، وتوفي في 24 مارس 2013 في غريلي في الولايات المتحدة.